# Choruże
Choruże (biał. Харужы; ros. Хоружи) – wieś na Białorusi, w obwodzie mińskim, w rejonie wołożyńskim, w sielsowiecie Pierszaje.

## Historia
W czasach zaborów wieś w gminie Raków, w powiecie mińskim, w guberni mińskiej Imperium Rosyjskiego. W 1866 należała do dóbr Kijowiec, własność Łaskich. 
W latach 1921–1945 wieś leżała w Polsce, w województwie wileńskim, w powiecie stołpeckim, a od 1927 w powiecie mołodeckim, w gminie Raków.
Według Powszechnego Spisu Ludności z 1921 roku zamieszkiwało tu 116 osób, 18 było wyznania rzymskokatolickiego a 98 prawosławnego. Jednocześnie 106 mieszkańców zadeklarowało polską a 10 białoruską przynależność narodową. Było tu 21 budynków mieszkalnych. W 1931 w 25 domach zamieszkiwało 140 osób.
Wierni należeli do parafii rzymskokatolickiej w Rakowie i prawosławnej w Kijowcu. Miejscowość podlegała pod Sąd Grodzki w Rakowie i Okręgowy w Wilnie; właściwy urząd pocztowy mieścił się w Rakowie.